# Base Aérea de Amendola

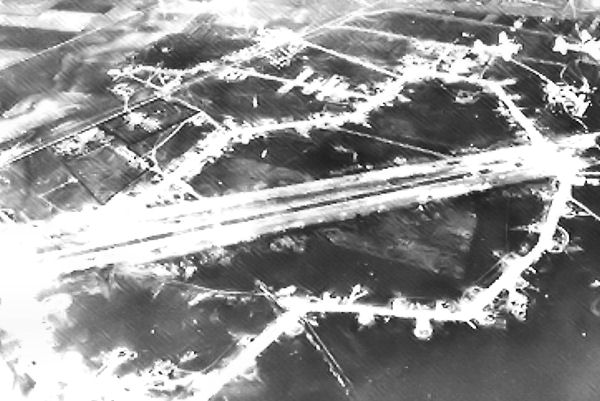
Vista del aeropuerto en 1944, cuando era el aeropuerto militar más grande de Europa

La Base Aérea de Amendola o aeropuerto de Amendola (OACI: LIBA) es un aeropuerto militar italiano ubicado en Apulia, a 15 km al noreste de la ciudad de Foggia, a lo largo de la carretera estatal 89 Garganica, en la aldea de Amendola, entre los municipios de San Giovanni Rotondo, Manfredonia y San Marco in Lamis. La infraestructura aérea, que lleva el nombre del teniente Luigi Rovelli, medalla de oro al valor militar, está equipada con una pista de 2720 m de largo. Con una superficie de 1050 hectáreas, es el aeropuerto militar más grande de Italia. El aeropuerto está gestionado directamente por la Aeronautica Militare y según Decreto ministerial de 25 de enero de 2008, publicado en la Gaceta Oficial el 7 de marzo de 2008, el aeropuerto está clasificado como MOB (Main Operating Base) de primer grupo y como tal realiza exclusivamente actividades militares.

## Historia
El aeropuerto ya estaba operativo durante la Segunda Guerra Mundial, primero para la Regia Aeronautica y luego para la Luftwaffe alemana. Tras el 8 de septiembre de 1943 se convirtió en la base de la 15.ª Fuerza Aérea de Estados Unidos. Hoy es la segunda base aérea más grande de Europa, solo superada por la Base Aérea de Ramstein, Alemania.
Las unidades estadounidenses con base en Amendola fueron:
- 2d Bombardment Group, (B-17 Flying Fortress), 19 de noviembre de 1945 - 28 de febrero de 1946
- 57th Fighter Group, (P-47 Thunderbolt), 27 de octubre de 1943 - 1 de marzo de 1944
- 97th Bombardment Group, (B-17 Flying Fortress), 16 de enero de 1944 - 1 de octubre de 1945
- 321st Bombardment Group, (B-25 Mitchell), 20 de noviembre de 1943 - 14 de enero de 1944

El aeropuerto, además de albergar a los bombarderos pesados que partían en misiones de largo alcance sobre territorio alemán, era también el cuartel general de la Fuerza Aérea Balcánica, formada por aviones de la recién creada Aeronáutica Cobeligerante Italiana, que dio apoyo a los partisanos yugoslavos y griegos .
En la década de 1950 acogió la escuela de vuelo básica avanzada y el 15 de marzo de 1950 recibió los primeros De Havilland DH.100 Vampire, que fueron los primeros aviones a reacción suministrados a la Aeronautica Militare. Posteriormente se asignaron modelos North American F-86 Sabre y desde el 1 de julio de 1993 albergó al 13th Fighter Group .
La base alberga el 32º Stormo de la Fuerza Aérea Italiana, del que depende el 28º Grupo de Aeronaves Guiadas a Distancia, equipado con aeronaves pilotadas a distancia (UAV) MQ-1C y MQ-9A. Los Predator se desplegaron operativamente en Irak en 2005, en Afganistán ( 2006-2007 ) [  y en Libia (2010-2011). Actualmente los Predators del 32º Stormo están desplegados en Kuwait en apoyo a las operaciones contra ISIS y en Yibuti en ayuda a las operaciones contra la piratería en el Cuerno de África y el Océano Índico.
Amendola fue la primera base en Europa en recibir el avión F-35 JSF (Joint Stirke Fighter) de quinta generación: el 12 de diciembre de 2016 aterrizaron los dos primeros aviones en el 32 Stormo.